# Bosque petrificado

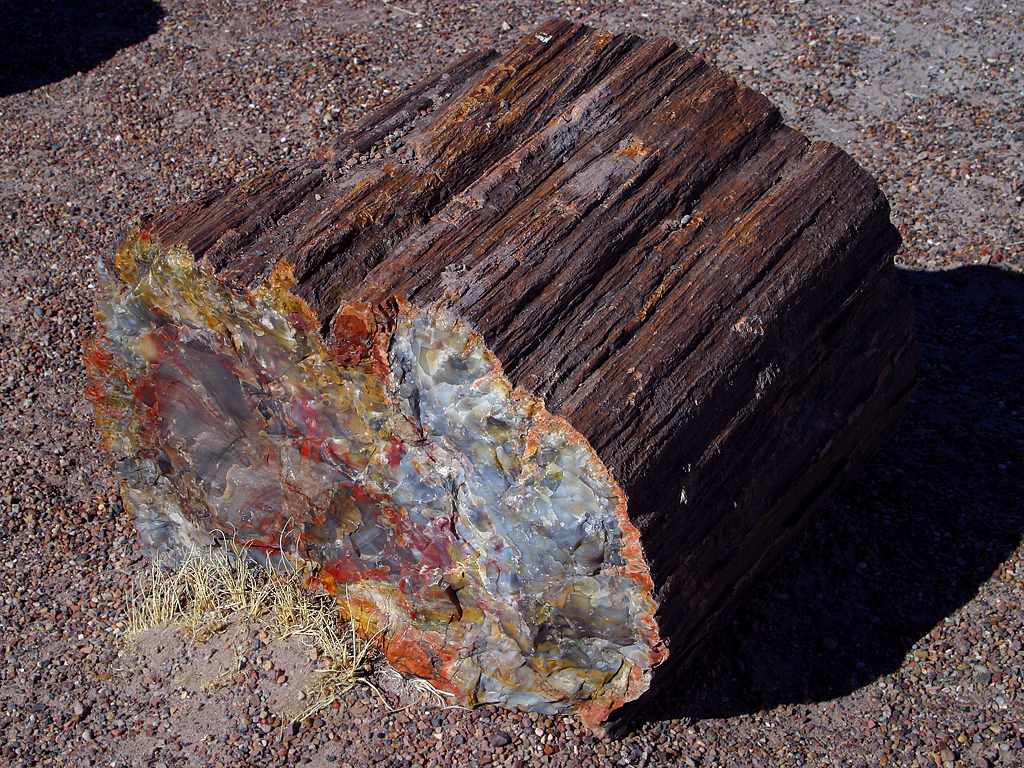
Tronco petrificado en el parque nacional del Bosque Petrificado.

Bosque petrificado se refiere a un yacimiento paleontológico en el que abundan los fósiles de árboles.
La fosilización de la madera es un conjunto de procesos por los que todo el material orgánico ha sido reemplazado con minerales (la mayoría de las veces variedades de la sílice), conservando en algunos casos de permineralización los detalles más delicados de la madera, como las paredes celulares. El proceso de petrificación sucede bajo tierra, cuando la madera queda enterrada bajo sedimentos, conservándose gracias a la ausencia de oxígeno. El agua rica en minerales que se filtra por los sedimentos deposita minerales en las células de la planta, de forma que cuando la lignina y la celulosa se descomponen, se forma un molde de roca en su lugar.
Elementos como el manganeso, el hierro y el cobre presentes en el agua y el fango durante el proceso de petrificación dan a la madera una variada gama de colores. Los cristales de cuarzo puros son incoloros, pero cuando se añaden contaminantes al proceso adquieren un color amarillo, rojo o de otra tonalidad.
La madera petrificada puede conservar su estructura original con todo detalle, hasta el nivel microscópico. Estructuras tales como los anillos de crecimiento y los diversos tejidos pueden observarse con frecuencia. La madera petrificada tiene una dureza en la escala de Mohs de 7, la misma del cuarzo.

## Ejemplos

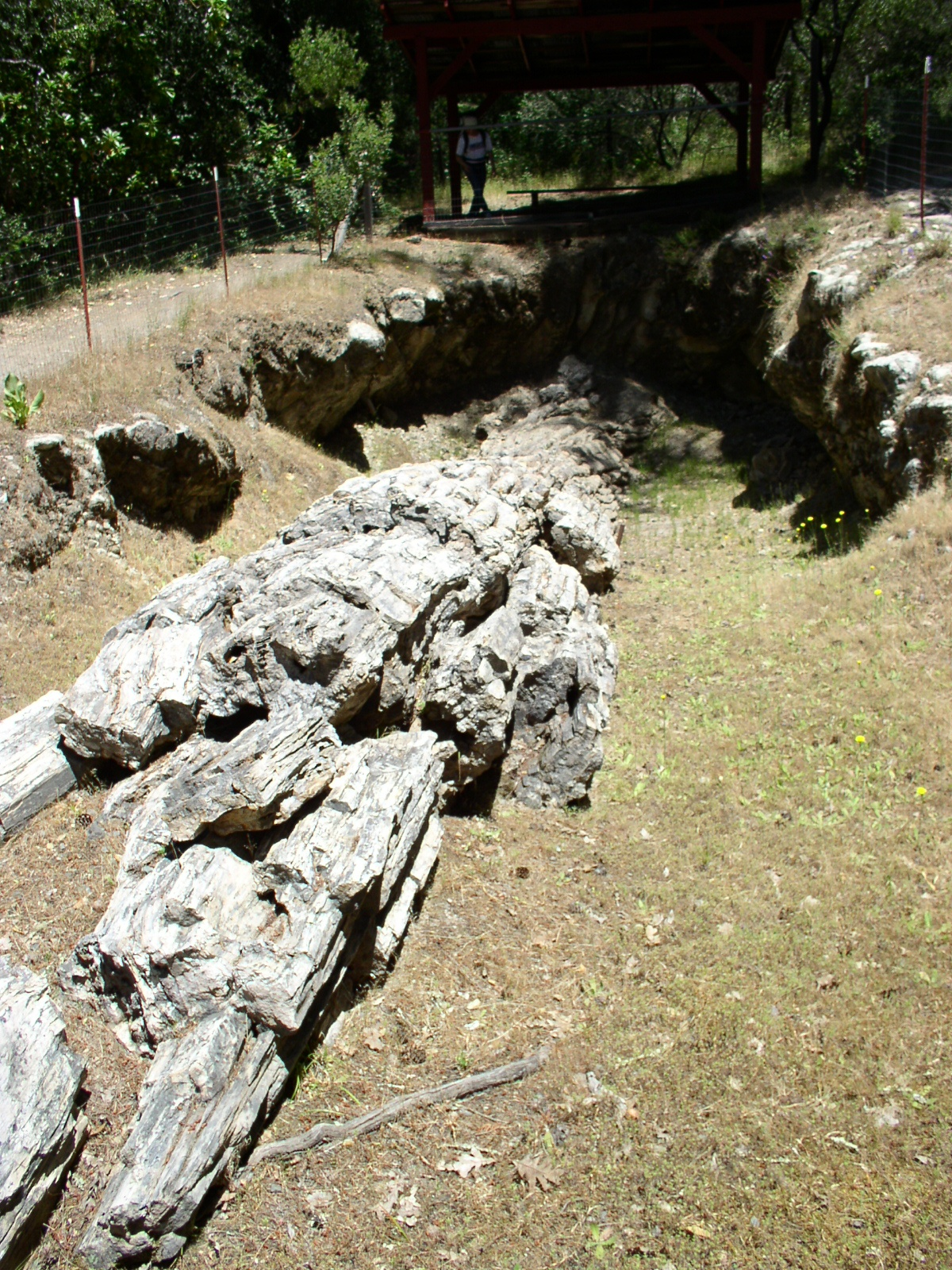
Árbol petrificado de California.

- Argentina: Considerada una de las mejores reservas petrificadas del mundo, 
  - el Monumento Natural Bosques Petrificados (Jurásico medio) de Santa Cruz en la Patagonia argentina tiene muchos árboles que miden más de 3 m de diámetro y 30 m de largo.
  - Otros monumentos naturales son el Bosque Petrificado Sarmiento (Paleoceno) y
  - el Bosque petrificado Florentino Ameghino (Paleoceno), ambos en la provincia del Chubut.
- Australia: Cuenta con vastos yacimientos de madera petrificada y opalizada.
- Brasil: En geoparque de paleorrota, hay una gran zona con árboles pretrificadas.[1] En el estado de Piauí se encuentra el bosque fósil de Teresina, del Pérmico.
- Canadá: En las tierras baldías del sur de Alberta. La isla Axel Heiberg en Nunavut (Eoceno) es uno de los mayores bosques petrificados del mundo.
- Ecuador: El bosque petrificado de Puyango (Cretácico superior) tiene una superficie de 2658 ha.[2] Es importante no solo por su riqueza paleontológica, es también una importante área natural que contiene una alta biodiversidad. Se encuentra en las provincias Loja y el El Oro.
- Honduras: Bosque petrificado Ojo de Agua, bosque petrificado San Mateo, bosque petrificado El Sitio, cerro de los Cascos, cerro de los Tornillos y bosque petrificado Río Toco.
- El Salvador: Bosque petrificado en el municipio de Concepción Quezaltepeque, Chalatenango.
- Estados Unidos: Cuenta con varios bosques petrificados, siendo los más famosos: 
  - el Parque Estatal Bosque Petrificado Escalante (Utah),
  - el Parque estatal del Bosque Ginkgo Petrificado  (Mioceno), en Washington,
  - la Gruta de la Redención (un parque privado de Iowa),
  - Parque nacional del Bosque Petrificado (Triásico), en Arizona,
  - Bosque petrificado en el Golfo de México (Cuaternario). Un bosque de cipreses se encuentran donde llevan 52 mil años ocultos en el océano, al sur de las costas de Alabama que se extiende por un área de 1 hectárea, a 18 metros por debajo del nivel del mar.[3]
- España: Bosque carbonífero de Verdeña (Palencia) y bosques pérmicos en Guadalcanal (Sevilla) así como en la Sierra de Aragoncillo (Guadalajara), siendo este último sin duda el mejor conservado y en el que se conserva un magnífico ejemplar en posición de vida.
- Grecia: El Bosque Petrificado de Lesbos, en el extremo occidental de la isla de Lesbos, es posiblemente el mayor del mundo, cubriendo una región de unos 150 km². Fue declarado Monumento Nacional en 1985. En él pueden hallarse largos troncos verticales completos con los sistemas de raíces, así como troncos de hasta 22 m de longitud.[4]
- India: Un yacimiento geológico famoso por su madera petrificada es Thiruvakkarai, en Madrás (Tamil Nadu), protegido por el Instituto Geológico de la India. Los bosques petrificados cubren una gran zona de este yacimiento.
- Libia: En el Gran Mar de Arena hay cientos de kilómetros cuadrados de troncos, ramas y otros restos petrificados, mezclados con artefactos de la Edad de Piedra. También existe el yacimiento de El Feu.
- México: Bosque petrificado de Rosario Nuevo, Huajuapan de León, Oaxaca. [5][6]
- Nueva Zelanda: Curio Bay en la costa The Catlins cuenta con muchos ejemplos de bosque petrificado.
- Perú: Bosque Petrificado de La Brea , ubicado en el norte del país, en la localidad de Negritos. Se encuentran árboles petrificados de hace 45 a 50 millones de años, del Eoceno Inferior.[7]
- República Checa: Nová Pala es la ubicación más famosa con rocas del Pérmico-Carbonífero del país.
- Sudán: Bosque petrificado cerca de El Kurru en el estado Norte.

## Véase también

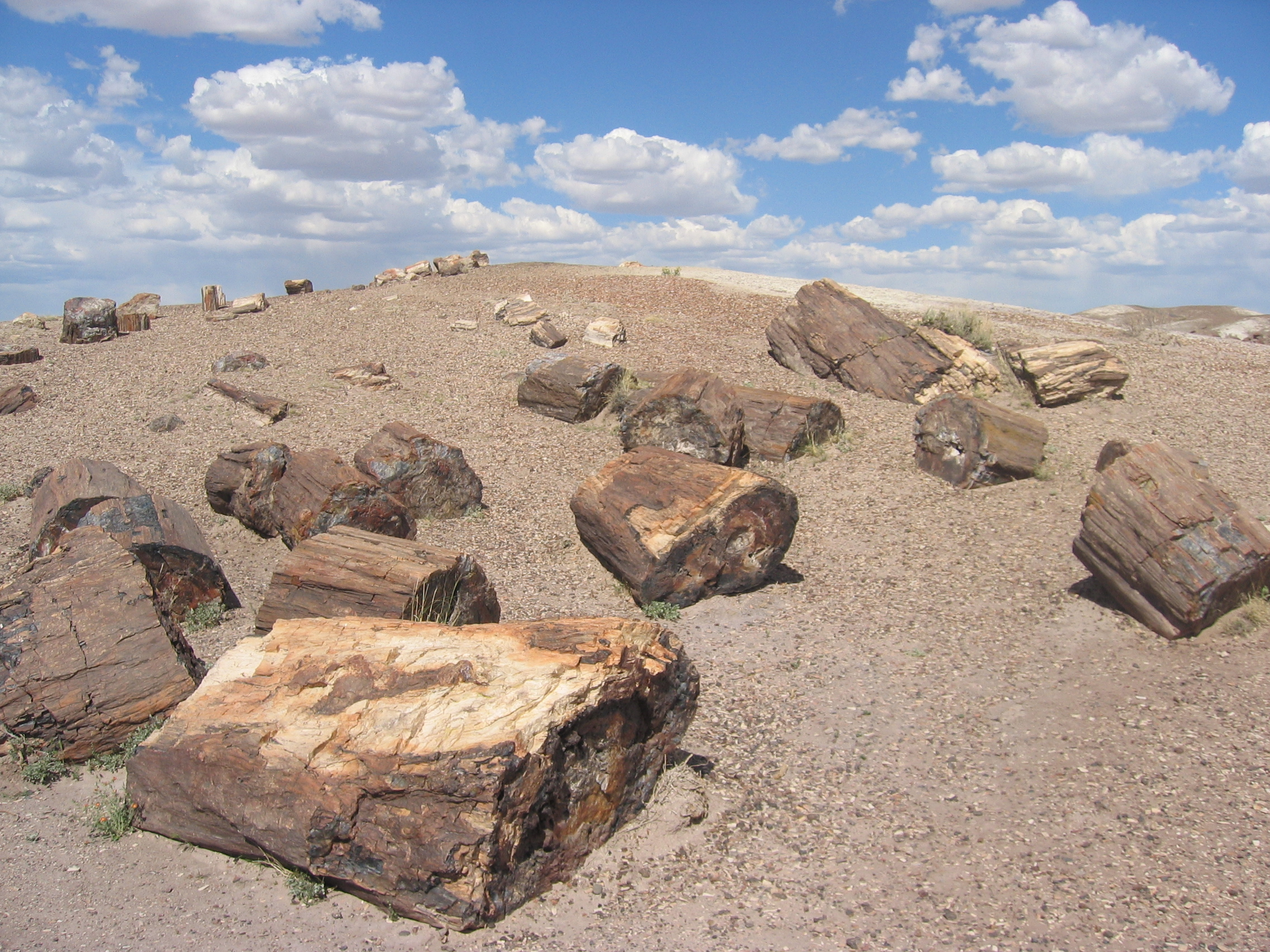
Troncos petrificados.